# Rehoboth Beach
La ville de Rehoboth Beach est située dans le comté de Sussex, dans l’État du Delaware, aux États-Unis. Sa population était de 1 327 habitants lors du recensement de 2010. Ce chiffre atteint 75 000 en été car les plages de la ville en font une destination touristique très prisée.

## Histoire
La ville fut fondée en 1873 par Robert W. Todd, un prêtre de l’Église épiscopale méthodiste de Wilmington, sous le nom de Rehoboth Beach Camp Meeting Association. Celui-ci voulait créer des camp meetings (offices en plein air). L’association est dissoute en 1881. En 1891, la localité est incorporée par l’assemblée générale du Delaware et elle prend le nom de Henlopen City. Elle reprend son nom d’origine peu après.
Le mot « Rehoboth » est d’origine biblique. En hébreu, il signifie « endroit pour tous ».
Aujourd’hui, Rehoboth Beach est une ville très fréquentée par la communauté homosexuelle.

## Démographie
| 1900 | 1910 | 1920 | 1930 | 1940  | 1950  |
| ---- | ---- | ---- | ---- | ----- | ----- |
| 198  | 327  | 389  | 795  | 1 247 | 1 794 |

| 1960  | 1970  | 1980  | 1990  | 2000  | 2010  |
| ----- | ----- | ----- | ----- | ----- | ----- |
| 1 507 | 1 495 | 1 730 | 1 234 | 1 495 | 1 327 |

## Source
- (en) Cet article est partiellement ou en totalité issu de l’article de Wikipédia en anglais intitulé « Rehoboth Beach, Delaware » (voir la liste des auteurs).